# Deluciris
Deluciris A.Gil & Lovo – rodzaj roślin należący do rodziny kosaćcowatych (Iridaceae), obejmujący 2 gatunki występujące we wschodniej Brazylii, w Serra do Espinhaço na terenie stanów Bahia i Minas Gerais, gdzie zasiedlają suche lub podmokłe łąki.
Nazwa naukowa rodzaju jest odniesieniem do morfologicznego podobieństwa między kwiatami Deluciris i tych z rodzaju kosaciec (Iris). Bazuje na nazwie symbolu heraldycznego i dekoracyjnego flower-de-luce (chociaż dosłownie nazwa ta odnosi się do lilii, uważa się, że przedstawia ona kwiat irysu).

## Morfologia
PędyPodziemne, poziome, przypominające bulwocebulę kłącze z krótkimi międzywęźlami osłoniętymi włóknistą tuniką. Pęd kwiatostanowy wyprostowany, niekiedy lekko oskrzydlony, nierozgałęziony lub rozgałęziony na dwie lub trzy szypuły.
LiścieOd jednego do wielu, zawsze obecne, grzbietowo spłaszczone z często wyraźnie widoczną rzekomą żyłką centralną, równowąskie, krótsze lub dłuższe niż pęd kwiatostanowy.
KwiatyZebrane w dwurzędkę. Okwiat niebieskawy do fioletowego, zawsze z różnymi kropkami lub poprzecznymi paskami. Wierzchołek szyjki słupka rozwidlony na grzebieniaste wyrostki. Znamię poprzeczne.

## Systematyka
Rodzaj z plemienia Trimezieae, z podrodziny Iridoideae z rodziny kosaćcowatych (Iridaceae). W niektórych ujęciach rodzaj uznawany jest za synonim Trimezia.
Wykaz gatunków
- Deluciris rupestris (Ravenna) Lovo & A.Gil
- Deluciris violacea (Klatt) A.Gil & Lovo